# Bresnay
 Bresnay  là một xã ở tỉnh Allier thuộc miền trung nước Pháp.